# Tiberio Manilio Fusco
Tiberio Manilio Fusco  fue un político y militar romano de época severa.

## Familia
Manilio fue miembro de la gens Manilia y el primero de su familia (novus homo) en alcanzar el consulado. Estuvo casado con Flavia Polita. Emparentó por matrimonio con Cayo Cesonio Macro Rufiniano, cuando este se casó con Manilia Lucila, hija o hermana de Manilio.

## Carrera política
Fue legado de la Legio XIII Gemina y el primer gobernador de la provincia de Siria Fenicia. Fue cónsul suffectus en el año 196 o 197, ordinarius en el 225 y es mencionado entre los hermanos arvales en el año 190. Coronó su carrera con el proconsulado de Asia alrededor del año 209.